# Équipe d'Iran masculine de basket-ball
Cet article traite de l'équipe masculine. Pour l'équipe féminine, voir Équipe d'Iran féminine de basket-ball.
Maillots
L'équipe d'Iran masculine de basket-ball (en persan : تیم ملی بسکتبال مردان ایران) est la sélection des meilleurs joueurs iraniens de basket-ball. Elle représente l'Iran sur la scène internationale et est placée sous l'égide de la Fédération d'Iran de basket-ball (IRIBF. L'Iran est membre de la FIBA depuis 1947.
L'Iran est l'une des fédérations les plus performantes d'Asie. Depuis le début du siècle, elle a remporté trois Coupes d'Asie FIBA, ainsi qu'une médaille d'argent et une médaille de bronze. L'Iran s'est également qualifié pour toutes les éditions de la Coupe du monde FIBA depuis 2010 et a participé à deux Jeux olympiques (2008 et 2020).

## Histoire
De 1935 à 1959, l'équipe d'Iran évolue dans la zone FIBA Europe. Ainsi, après plusieurs échecs, la sélection réussit à se qualifier pour un Eurobasket, celui de 1959 en Turquie, où elle termine 17e avec 1 victoire et 6 défaites.
Le premier trophée international remporté par l'équipe d'Iran de basket-ball est une médaille de bronze aux jeux asiatiques de 1951. Elle rééditera cette performance en 2006 et 2010.
En 1960, l'équipe d'Iran rejoint la FIBA Asie.
L'équipe d'Iran a remporté en 2007 au Japon le championnat d'Asie, après avoir battu le Liban en finale, et s'est ainsi qualifiée pour les Jeux olympiques de 2008 à Pékin. Il s'agissait de sa deuxième participation aux Jeux olympiques après celle de 1948.
L'équipe d'Iran a remporté en 2009 en Chine le championnat d'Asie pour la deuxième fois consécutive, après avoir battu les Chinois en finale, et s'est ainsi qualifiée pour le Mondial 2010. Il s'agit de sa première participation au Mondial.
L'Iran remporte le championnat d'Asie 2013 et se qualifie ainsi pour le championnat du monde 2014.

## Résultats

### Palmarès
| Compétitions mondiales                             | Compétitions continentales |
| -------------------------------------------------- | --- |
| - Jeux olympiques - Néant - Coupe du monde - Néant | - Coupe d'Asie (3) - Vainqueur en 2007, 2009 et 2013 - Finaliste en 2017 - Troisième en 2015 et 2025 - Jeux asiatiques - Finaliste en 2014 et 2018 - Troisième en 1951, 2006 et 2010 - Coupe FIBA Asie - Vainqueur en 2012, 2014 et 2016 |

### Parcours en compétitions internationales

#### Jeux olympiques
| Année | Position      |      | Année         | Position     |               | Année | Position |
| 1936  | Non qualifiée | 1976 | Non qualifiée | 2008         | 11e           |       |          |
| 1948  | 14e           | 1980 | Boycott       | 2012         | Non qualifiée |       |          |
| 1952  | Non qualifiée | 1984 | Boycott       | 2016         | Non qualifiée |       |          |
| 1956  | Non qualifiée | 1988 | Non qualifiée | 2020         | 12e           |       |          |
| 1960  | Non qualifiée | 1992 | Non qualifiée | 2024         | Non qualifiée |       |          |
| 1964  | Non qualifiée | 1996 | Non qualifiée | 2028         | -             |       |          |
| 1968  | Non qualifiée | 2000 | Non qualifiée | 2032         | -             |       |          |
| 1972  | Non qualifiée | 2004 | Non qualifiée | Pays inconnu | -             |       |          |

#### Coupe du monde
| Année | Position      |      | Année         | Position |               | Année | Position |
| 1950  | Non qualifiée | 1978 | Non qualifiée | 2006     | Non qualifiée |       |          |
| 1954  | Non qualifiée | 1982 | Non qualifiée | 2010     | 19e           |       |          |
| 1959  | Non qualifiée | 1986 | Non qualifiée | 2014     | 20e           |       |          |
| 1963  | Non qualifiée | 1990 | Non qualifiée | 2019     | 23e           |       |          |
| 1967  | Non qualifiée | 1994 | Non qualifiée | 2023     | 31e           |       |          |
| 1970  | Non qualifiée | 1998 | Non qualifiée | 2027     | -             |       |          |
| 1974  | Non qualifiée | 2002 | Non qualifiée | 2031     | -             |       |          |

#### Coupe d'Asie
| Année | Position      |      | Année         | Position |           | Année | Position |
| 1960  | Non qualifiée | 1983 | 5e            | 2005     | 6e        |       |          |
| 1963  | Non qualifiée | 1985 | 8e            | 2007     | Vainqueur |       |          |
| 1965  | Non qualifiée | 1987 | Non qualifiée | 2009     | Vainqueur |       |          |
| 1967  | Non qualifiée | 1989 | 5e            | 2011     | 5e        |       |          |
| 1969  | Non qualifiée | 1991 | 6e            | 2013     | Vainqueur |       |          |
| 1971  | Non qualifiée | 1993 | 4e            | 2015     | Troisième |       |          |
| 1973  | 5e            | 1995 | 10e           | 2017     | Finaliste |       |          |
| 1975  | Non qualifiée | 1997 | 8e            | 2022     | 5e        |       |          |
| 1977  | Non qualifiée | 1999 | Non qualifiée | 2025     | Troisième |       |          |
| 1979  | Non qualifiée | 2001 | Non qualifiée | 2029     | -         |       |          |
| 1981  | 8e            | 2003 | 5e            | 2033     | -         |       |          |

#### Jeux asiatiques
- 1951 :
- 1954 : -
- 1958 : -
- 1962 : -
- 1966 : 7e
- 1970 : 7e
- 1974 : 6e
- 1978 : -
- 1982 : -
- 1986 : -
- 1990 : 7e
- 1994 : 8e
- 1998 : 7e
- 2002 : -
- 2006 :
- 2010 :
- 2014 :
- 2018 :

## Équipe actuelle
Effectif lors de la Coupe du monde de la FIBA 2019.
| Numéro | Joueur                | Poste | Naissance         | Taille | Club 2018-2019            |
| ------ | --------------------- | ----- | ----------------- | ------ | ------------------------- |
| 1      | Rasoul Mozafari       | 2     | 22 juillet 1994   | 1,89 m | Palayesh Naft Abadan BC   |
| 4      | Meisam Mirzaei        | 5     | 16 avril 1992     | 2,08 m | Petrochimi Bandar Imam BC |
| 5      | Sajjad Mashayekhi     | 1     | 23 février 1994   | 1,83 m | Petrochimi Bandar Imam BC |
| 6      | Hamed Hosseinzadeh    | 1     | 22 janvier 1987   | 1,85 m | Chemidor Tehran BC        |
| 7      | Mohammad Hassanzadeh  | 4     | 6 octobre 1990    | 2,01 m | Palayesh Naft Abadan BC   |
| 8      | Behnam Yakhchali      | 1/2   | 12 juillet 1995   | 1,91 m | Petrochimi Bandar Imam BC |
| 12     | Arman Zangeneh        | 4     | 15 juin 1993      | 2,03 m | Chemidor Tehran BC        |
| 13     | Mohammad Jamshidi     | 3     | 30 juillet 1991   | 1,99 m | Chemidor Tehran BC        |
| 14     | Samad Nikkhah Bahrami | 3     | 11 mai 1983       | 1,98 m | Petrochimi Bandar Imam BC |
| 15     | Hamed Haddadi         | 5     | 19 mai 1985       | 2,18 m | Champville SC             |
| 20     | Mike Rostampour       | 4     | 20 décembre 1991  | 2,06 m | BK Prievidza              |
| 23     | Aaron Geramipoor      | 5     | 11 septembre 1992 | 2,14 m | Sans club                 |

## Sélectionneurs successifs
- Kazem Rahbari (1948)
- Hossein Saoudipour (1966)
- George Chiraleu (1974-1975)
- Mohammad Hassan Zolfaghari (1981)
- Enayatollah Atashi (1983)
- Reza Esmaeili (1985)
- Majid Towfigh (1989)
- Asadollah Kabir (1990)
- Valery Lunichkin (1991)
- Asadollah Kabir (1993)
- Vitali Zastakhov (1994)
- Manouchehr Shahamatnejad (1995)
- Saeid Fathi (1997)
- Enayatollah Atashi (1998)
- Gary LeMoine (2000–2001)
- Saeid Armaghani (2001–2002)
- Mehran Shahintab (2002)
- Nenad Trajković (2003)
- Mostafa Hashemi (2003)
- Vladimir Bošnjak (2004–2005)
- Mohammad Mehdi Izadpanah (2005)
- Fred Oniga (2006)
- Rajko Toroman (2007–2008)
- Veselin Matić (2009–2011)
- Memi Bečirovič (2012–2014)
- Dirk Bauermann (2015–2017)
- Mehran Hatami (2017)
- Mehran Shahintab (2018–)